# Etienne de Vrière

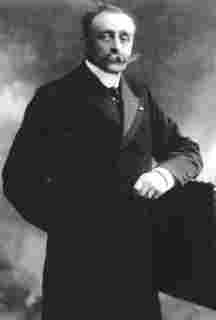
Etienne de Vrière.

Ridder Etienne Gustave Edouard Marie Ghislain Emile de Vrière (Brugge, 9 november 1857 - Beernem, 8 november 1936) was burgemeester van Beernem, senator en provincieraadslid voor West-Vlaanderen.

## Genealogie
- Pierre de Vrière, algemeen ontvanger voor het de partement van de Leie, x Catherine Verkeyn.
  - Aloïs de Vrière, adelsverheffing in 1825.
  - Pierre de Vrière (1780-1872), ontvanger van belastingen, x Colette Ysenbrant. Hij werd in 1861 opgenomen in de erfelijke adel met de titel ridder, overdraagbaar bij eerstgeboorte.
    - Etienne de Vrière (1814-1864), provincieraadslid, gemeenteraadslid van Beernem, x Leonide Mulle de ter Schueren.
      - Etienne de Vrière, zie hierna.

## Familie
Ridder Etienne-Gustave de Vrière was een zoon van Etienne Charles Hyacinthe de Vrière (1814-1864) en Leonie Marie Désirée Ghislaine Mulle de Terschueren (1828-1896). Hij trouwde met barones Adelaïde van Reynegom de Buzet (1862-1900) en na tien jaar weduwnaarschap met Anaïse Otto de Mentock (1856-1924). Hij trouwde een derde maal in 1926 met Marguerite Ysebrant de Lendonck (1875-1948). Uit het eerste huwelijk werden drie dochters geboren.
De jongste dochter, Isabelle (1888-1949), werd karmelietes. De oudste, Maria (1884-1931), trouwde met ridder André van Outryve d'Ydewalle (1873-1940), die volksvertegenwoordiger werd (1925-1932) en zijn schoonvader opvolgde als burgemeester van Beernem (1926-1940). De tweede dochter, Agnès (1886-1942), trouwde met Pierre Kervyn de Marcke ten Driessche (1882-1957), die voorzitter werd van de rechtbank van eerste aanleg in Brugge.
Ridder De Vrière was grootgrondbezitter en woonde op het kasteel Bloemendale. Dit neogotisch kasteel werd, in opdracht van zijn moeder, in 1887 gebouwd, naar het ontwerp van de Brugse architect Louis Delacenserie. Na de dood van de Vrière werd het kasteel verkocht aan minister Gustave Sap.
Hij behoorde tot een familie die gedurende verschillende generaties hoofdzakelijk belastingontvangers telde. Zijn grootvader, Pierre de Vrière (1780-1872), verkreeg in 1861 opname in de adelstand met de overdraagbare titel van ridder. Een andere tak van de familie was al, in de persoon van Aloïs de Vrière (1773-1847), broer van Pierre, in 1825 in de adelstand opgenomen. De zoon van Aloïs was baron Adolphe de Vrière (1806-1885), die gouverneur van West-Vlaanderen en minister van Buitenlandse Zaken werd. Etienne de Vrière werd op 8 februari 1870 tot pauselijk graaf gepromoveerd, net als zijn moeder. Deze titels, meestal verleend aan weldoeners van de Heilige Stoel, hadden in België geen rechtskracht.

## Openbare mandaten
De Vrière was burgemeester van Beernem van 1891 tot 1926. Volgens zijn tegenstanders bestuurde hij de gemeente nogal autocratisch.
De 'uitvoerende macht' lag veelal bij leden van de familie Hoste, die bij hem een bevoorrechte positie bekleedde. Zo leverde ze de opzichter van de Vrières eigendommen, de gemeentesecretaris en de privésecretaris, de bediende van de burgerlijke stand en de veldwachter.
Net als zijn vader werd Etienne de Vrière provincieraadslid van West-Vlaanderen. Hij vervulde dit mandaat van 1888 tot 1914. Van 1919 tot 1929 was hij provinciaal senator voor de katholieke partij, een mandaat waarin hij de voormalige minister Jules Vandenpeereboom opvolgde.

## Verenigingsleven
Zowel in Beernem als in Brugge nam de Vrière deel aan het verenigingsleven.
In Beernem was hij stichter van:
- De Burgersgilde, waarvan hij voorzitter was (1881).
- De Vrije Scholen.
- De Werkbeurs.
- De Onderlinge Boerenleenbank.
- De Samenwerkende Stokerijen van Beernem, Roeselare, Nieuwmunster en Strombeek.
- De Onderlinge Verzekering.
- De Onderlinge Geitenverzekering.
- De Geitenbond ter verbetering van het Geitenras.
- De Muziekmaatschappij Sint-Cecilia.
- De Coöperatieve Melkerij (1890), evenals in Knesselare en Wingene.
- Lid van de toezichtscommissie op de hervormingsscholen van Beernem en Ruiselede (1901).

In Roeselare was hij:
- medestichter van de Samenwerkende Brouwerij.

In Brugge was hij:
- Medestichter van de Vrije Eigenaars- en Landbouwersbond in 1885 (voorzitter 1891-1901).
- Medestichter van de nv Brandverzekering van het arrondissement Brugge.
- Regeerder van de Watering van Blankenberge (vanaf 1888).
- Bestuurslid van de Automobile Club des Flandres, section de Bruges (1902).
- Lid van de Provinciale Landbouwcommissie (1904).
- Bestuurslid Brugse landbouwcomice (1902 ondervoorzitter, 1913 voorzitter).
- Lid van de Hoge Landbouwraad.
- Voorzitter van de Commissie der Werkliedencorporaties.
- Voorzitter van de jury voor Landbouwprijskampen in West-Vlaanderen.

## De moorden van Beernem
In de gemeente Beernem of omgeving gebeurden tussen 1915 en 1944 verschillende moorden of verdachte overlijdens die niet altijd opgehelderd of verklaard werden. Sommigen meenden een verband te kunnen leggen tussen de moorden, vanwege getuigenissen.
Er waren geruchten over de eventuele betrokkenheid van de burgemeester bij sommige van die moorden. Dit werd echter nooit bewezen en berustte vermoedelijk op dorpsroddel. Het belet niet dat die moorden of verdachte overlijdens, die lang of definitief onopgehelderd bleven, heel wat beroering wekten bij de publieke opinie, overigens versterkt door de spreekbeurten en geschriften van journalist en politicus Victor de Lille en na hem van Albert Reyserhove.